# Мефре, Жан-Пакс
Жан-Пакс Мефре (фр. Jean-Pax Méfret, род. 9 сентября 1944 года, Алжир) — французский певец и журналист.
Песенное творчество Мефре проникнуто ностальгией по колониальному французскому Алжиру и воинствующим антикоммунизмом.

## Биография
Жан-Пакс Мефре родился 9 сентября 1944 года в Алжир. Его отец был участником французского Сопротивления и в 1942 году по заданию Управления стратегических служб был высажен на территорию Алжира, чтобы подготовить высадку британо-американский войск в Северную Африку. Мать происходила из смешанной франко-итальянской семьи, которая проживала в Алжире с XIX века.
Мефре вырос в районе Белькорт и ещё в детстве стал свидетелем событий алжирской войны. Как и подавляющее большинство франкоалжирцев (черноногих), Мефре был сторонником оставления Алжира в составе Франции. В январе 1960 года юный Мефре участвовал в событиях т. н. «Недели баррикад», в уличных столкновениях французских колонистов против французский войск и полиции. В апреле 1961 года во время антидеголлевского путча генералов Мефре был в числе бойцов, занявших здание алжирского радио. За это он был арестован и провёл несколько недель в тюрьме.
После выхода на свободу Мефре примкнул к ультраправой террористической организации ОАС. 13 февраля 1962 года он был снова арестован и в мае депортирован в континентальную Францию в тюрьму города Руан. В сентябре того же года мера пресечения Мефре была изменена на домашний арест. После окончательного освобождения Мефре переехал сначала к родственникам в Марсель, а затем осел в Париже, где начал карьеру певца и журналиста. Сперва он пел под псевдонимом Жан Ноэль Мишле (фр. Jean-Noël Michelet).
Впоследствии, на протяжении более пятидесяти лет, Жан-Пакс работал журналистом в изданиях France-Horizon (печатный орган французских беженцев из Алжира), Minute (журнал ультраправых с уклоном в сатиру), L’Aurore, Figaro-dimanche, Figaro-magazine Rhône-Alpes, Figaro-magazine Méditerranée и Valeurs actuelles.
Мефре является верующим католиком.

## Творчество
Свою первую песню Жан-Пакс Мефре написал ещё находясь в тюрьме и посвятил её памяти деятеля ОАС Роже Дегельдра, расстрелянного в июле 1962 года.
За свою карьеру Мефре написал более 300 песен. В целом, в творчестве Мефре преобладают три темы: ностальгия по французскому Алжиру; военные события в истории Франции и борьба против коммунизма и советского военного блока.
Про французский Алжир Мефре написал песни Les barricades (о «неделе баррикад», участником которой был сам Мефре), Santa Cruz (о испанской диаспоре Алжира), La Prière (о подростке-франкоалжирце), Ceux qui ont choisi la France (про алжирцев, воевавших за Францию), Un Noël à Alger (Рождество в Алжире), Le pays qui n’existe plus (Страна, которой больше нет), L’Hymne des Pieds-Noirs (Гимн Черноногих) и др.
Военным событиям во французской истории посвящены песни Chouans, Guerre De Vendee (о монархистских повстанцах шуанах и Вандейском восстании), Camerone (о сражении при Камероне во время французской интервенции в Мексику), Jour J  (о высадке союзников в Нормандии), Diên Biên Phu  (о битве при Дьенбьенфу) и Колвези (о сражении в Колвези). Также Мефре написал песню Saint-Cyr, о особой военной школе Сен-Сир.
Ярым антикоммунизмом проникнуты песни Goulag, Sibérie (о лагерях ГУЛАГа), Budapest 56 (о венгерском восстании 1956 года), Veronika, Professeur Müller (про разделение Берлина), La musique s’est arrêtée (про Пол Пота и режим красных кхмеров), Miss America (против власти коммунистов на Кубе), Ni rouge ni mort (о Организации Варшавского Договора), Les démagos (резкая критика левых интеллектуалов), Le Messager (про деятельность Иоанна Павла II) и др.
В 2017 году Мефре написал песни Noun о христианах Ближнего Востока и La Force про Иисуса Христа.